# Resistência Nacional Moçambicana
Resistência Nacional Moçambicana (Mozambiques nationale modstandsbevægelse, RENAMO) er et konservativt politisk parti i Mozambique ledet af Ossufo Momade.
RENAMO blev grundlagt som en antikommunistisk politisk organisation oprettet af den hvide minoritetsregering i Rhodesia i 1975 efter Mozambiques uafhængighed og etableringen af en marxist-leninistisk, tungt sovjetiskstøttet etpartistat. André Matsangaissa, en tidligere hærkommandant i FRELIMO, var den første leder af RENAMO. Den hvide minoritetsregering i Rhodesia frygtede at Mozambique ville give ly til militante medlemmer af ZANU, der ville styrte Rhodesias regering. Matsangaissa blev dræbt af regeringssoldater 17. oktober 1979 i Sofala–provinsen. Efter en voldelig arvefølgestrid blev Afonso Dhlakama ny RENAMO–leder. I løbet af borgerkrigen i Mozambique i 1980'erne fik RENAMO også støtte fra Sydafrika og USA, som så Mozambique som en sovjetisk satellitstat. RENAMO–oprørere blev ofte anklaget for udstrakt brutalitet og brud på menneskerettighederne rettet mod civilbefolkningen.
Den sydafrikanske regering gik med på at stoppe finansieringen af RENAMO mod at den mozambiqiske regering udviste medlemmer af African National Congress, som levede der i eksil. Dette blev godtaget, men apartheid-regimet fortsatte at kanalisere finansielle og militære resurser indtil en permanent fredsaftale blev indgået i 1992.
Fredsaftalen førte til afvæbning af RENAMO, integrering af nogle af deres soldater i den mozambiquiske hær og til dets forvandling til et regulært politisk parti. Det er nu det største oppositionsparti i Mozambique. Ved parlamentsvalget 1. og 2. december 2004 var partiet hoveddelen af valgalliancen RENAMO-UE, som fik 29,7% af stemmerne og 90 af 250 parlamentspladser. Alliancens præsidentkandidat, Afonso Dhlakama, fik 31,7% af stemmerne.

## Eksterne Henvisninger
- De vigtigste politiske retningslinjer i RENAMO 2004 (pdf) Arkiveret 10. juni 2015 hos  Wayback Machine